# Lód lodowcowy
Lód lodowcowy – lód o budowie ziarnistej, będącej wynikiem kilku faz przemian pod wpływem nagromadzania się kolejnych warstw śniegu. Świeży śnieg charakteryzuje się niewielką gęstością, aby powstał z niego lód lodowcowy śnieg musi ulec podtopieniu i natychmiastowemu ponownemu zamrożeniu. Wielokrotne topnienie prowadzi do zmiany struktury śniegu z drobnokrystalicznej (płatki śniegu) na „lodową kaszę”, zwaną szrenią lub firnem. Kolejne topnienia i zamarzania prowadzą do usunięcia większości powietrza spomiędzy ziaren lodu, w wyniku czego powstaje biały lód firnowy, o znacznie większej gęstości od gęstości śniegu. Pod wpływem ciężaru wytwarzanego przez śnieg, lód i lód firnowy najbardziej spodnia warstwa lodu przekształca się w zbudowany z dużych (kilkucentymetrowych) ziaren lodowych niebieski lód lodowcowy. Ocenia się, że z warstwy śniegu o miąższości 15 m, powstaje warstwa lodu o miąższości 1 m.